# Abstinens
Abstinenser bruges sædvanligvis om fysiske og psykiske symptomer som følge af at organismen unddrages et tilvant stimulerende middel – hvilket ses ved afvænning fra for eksempel alkoholisme, narkomani eller andre former for afhængighed. Abstinenser er en fælles betegnelse for hele symptombilledet, altså både de fysiske og de psykiske symptomer. Udtrykket kan også bruges i forbindelse med manglende vanlige fornøjelser som sex, fester, slik eller lignende, omend der i denne sammenhæng kun sjældent ses fysiske symptomer. 

## Abstinenser efter alkoholafhængighed
Abstinens opstår ved mangel på alkohol, efter kroppen er blevet vænnet til et vedvarende, højt indtag over en længere periode, typisk flere år. Denne periode varierer fra menneske til menneske, da nogle er mere disponerede for alkoholisme end andre. Der ses en række fysiske og psykiske symptomer, der tiltager med graden af forudgående alkoholindtag. Tilsvarende vil abstinenserne være tiltagende, desto længere kroppen holdes fri for alkoholindgift, og kan i svære tilfælde blive livstruende. Præcist hvilket symptombillede der udvikles kan variere fra patient til patient, men desto sværere abstinenserne er, desto større er sandsynligheden for at udvikle mange symptomer samtidig. 
- Der ses øget svedtendens. Indledningsvis vil huden blot blive varm og let fugtig, men i svære tilfælde kan den abstinente svede så meget, at sengetøj gennemvædes på kort tid.
- Man vil udvikle tiltagende tremor (rysten). Først vil hænder ryste i større eller mindre grad, når man rækker ud efter noget. Senere kan denne rysten være vedvarende, også når hænderne holdes i hvile. Endelig kan der udvikles tremor af hele kroppen. Denne tremor er ofte hæmmende for normal brug af hænder m.v.
- Mange udvikler en tiltagende uro i kroppen, der gør det svært at holde sig i ro.
- Pulsen øges fra de normale 60-80 slag i minuttet til 90-100 slag i minuttet. I svære tilfælde kan pulsen stige til over 120 slag i minuttet.
- Kropstemperaturen stiger med en grad eller to, i svære tilfælde mere, så patienten i praksis udvikler feber.
- Nogle patienter vil udvikle hallucinationer. Disse kan både være syns- og hørehallucinationer og kan variere fra fjerne lyde eller flygtige billeder, som patienten let kan abstrahere fra, til ubrydelige vrangforestillinger.
- Efterhånden som abstinenserne udvikles vil mange også blive tiltagende konfuse og bevidsthedsslørede.

Holdes kroppen alkoholfri vil abstinenserne aftage igen, og til sidst svinde helt, omend nogle personer kan opleve såkaldte postakutte abstinenser, der kan vare i måneder eller år efter afvænningen. Ved fornyet alkoholindtag og efterfølgende -ophør vil kroppen igen skulle gennemgå en abstinensproces; graden af abstinenser vil typisk tiltage, desto længere alkoholforbruget vedligeholdes trods alkoholfri perioder. 

### Behandling
Der er mulighed for at behandle abstinenser medicinsk, og dermed dels lindre symptomerne, dels reducere risikoen for skadelige følger af abstinenserne. Alt efter hvilken afdeling, man søger behandling på, kan forskellige stoffer anvendes; typisk vil behandlingen enten være Risolid eller Fenemal.
| Fysiologi | Spire Denne artikel om fysiologi er en spire som bør udbygges. Du er velkommen til at hjælpe Wikipedia ved at udvide den. |